# 金華寺
金華寺位於四川省成都市金牛區，文物遺址年代判定為清代。2007年6月1日公佈為四川省第七批文物保護單位。